# Матт Шнобріч
Матт Шнобріч  (англ. Matt Schnobrich, 12 листопада 1978) — американський веслувальник, олімпійський медаліст.

## Виступи на Олімпіадах
| Олімпіада  | Дисципліна                     | Місце |
| ---------- | ------------------------------ | ----- |
| Пекін 2008 | вісімка розстібна зі стерновим | 3     |